# Chrysopilus nigrimaculatus
Chrysopilus nigrimaculatus är en tvåvingeart som beskrevs av Yang 1991. Chrysopilus nigrimaculatus ingår i släktet Chrysopilus och familjen snäppflugor.
Artens utbredningsområde är Tibet. Inga underarter finns listade i Catalogue of Life.